# Christian Gakwaya
Christian Gakwaya ist ein ruandischer Unternehmer und Sportfunktionär. Er ist Präsident des Rwanda Automobile Club (RAC).

## Karriere
Gakwaya ist ausgebildeter Ingenieur. 2009 gründete er das Unternehmen Rwanda Events. Anfang der 2010er wurde er als Nachfolger von Yves Kagina Präsident des Rwanda Automobile Clubs. Im Mai 2021 wurde er zudem zum Schatzmeister des Rwanda National Olympic and Sports Committee gewählt.